# Velius Longus
Velius Longus var en latinsk grammatiker under 1000-talet.
Velius Longus författade en ännu bevarad avhandling om ortografi (publicerad hos Heinrich Keil, Grammatici latini, VII) och omnämns i Macrobius Saturnalia och av Servius i dennes kommentar till Vergilius Eneid. 